# San Donato dei Vecchietti
L’église de San Donato dei Vecchietti a été construite sur la via de'Vecchietti à Florence et a été détruite en 1888, au moment de la « Réhabilitation » du Mercato Vecchio.

## Histoire et description
La première mention de l'église remonte à 1068 et elle fut patronnée par la famille Vecchietti au moins à partir de la seconde moitié du XIIIe siècle. C'était une collégiale dotées de canons qui faisait partie des trente-six paroisses de l'ancien cercle de Florence, mentionné et illustrée dans le Codex Rustici.
Décoré à plusieurs reprises par la famille, la restauration la plus importante remonte à 1584, lorsque Bernardo Vecchietti la fait moderniser par Jean Bologne, auteur de l'autel principal et le manteau-de-bras de Vecchietti sur la façade. Le maître-autel est décoré par une"Adoration des Mages, de Santi di Tito , la voûte du plafond était orné de portraits de Rinaldo Botti et des portraits de Niccolo Nannetti. Sur la façade se trouvait un bas-relief de Della Robbia, avec le saint titulaire.
En 1708, elle fut restaurée de nouveau, pour être supprimée, en 1785. Elle a été réduite à un entrepôt puis démolie à la suite de l'arrangement de la place et de la via Strozzi. Les mobiliers survivants ont été recueillis dans le Musée national San Marco, y compris un ciboire, les portes du XVe siècle, les armoiries, avec des inscriptions funéraires, des fragments de la sainte eau , une statue sans tête et une fresque avec le Crocifisso tra i dolenti..

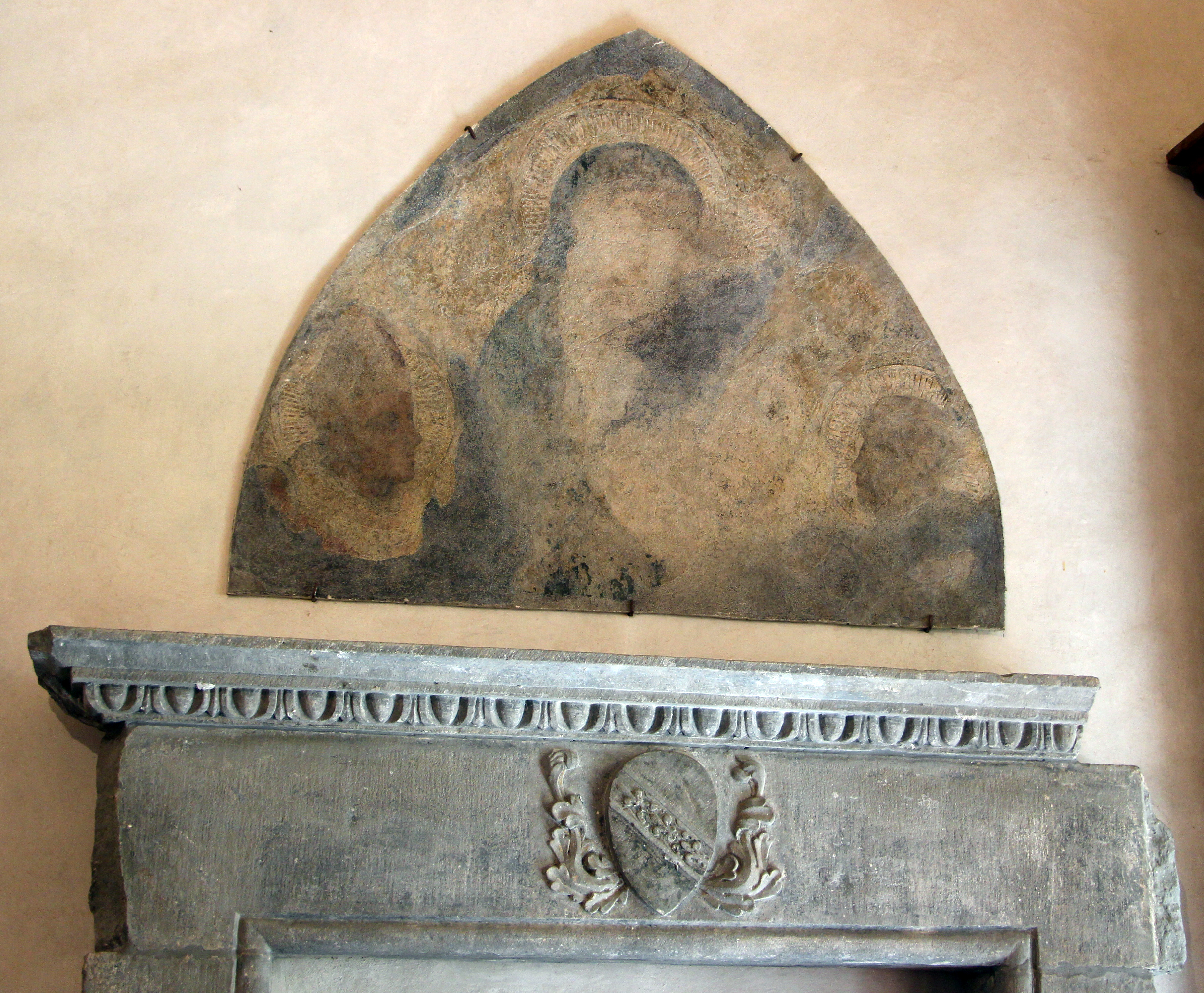
Lunette de San Donato dei Vecchietti, au Musée de San Marco